# Liste des bourgmestres d'Ixelles
Liste des premiers magistrats de la commune d'Ixelles (Région de Bruxelles-Capitale).

## Maires (Période française)
- 1796-1800 : Nicolas Febus
- 1800-1801 : Jean-Baptiste De Ceuleneer
- 1801-1803 : Joseph Coenraets
- 1803-1815 : Hippolyte Legrand

## Bourgmestre (Royaume uni des Pays-Bas)
- 1815-1827 : Hippolyte Legrand
- 1828-1830 : Henri-Joseph Van Elewyck

## Bourgmestres (Royaume de Belgique)
- 1830-1830 : Charles Vander Heyden
- 1830-1836 : Hippolyte Legrand
- 1836-1846 : Guillaume Gilbert
- 1846-1854 : Charles Vanderstraeten
- 1855-1857 : Pierre Kerckx (1803-1881)
- 1858-1861 : Charles Vanderstraeten
- 1861-1870 : Albert-Joseph Hap
- 1870-1872 : Victor Greyson
- 1872-1880 : Louis Macau (1818-1900)
- 1880-1888 : Raymond Blyckaerts (1834-1901)
- 1888-1895 : Englebert-Albert Leemans (1837-1909)
- 1895-1901 : Raymond Blyckaerts
- 1901-1903 : Adolphe de Vergnies
- 1904-1918 : Émile Duray ( -+1918)
- 1918-1921 : Fernand Cocq (1861-1940)
- 1921-1929 : Adolphe Buyl (1862-1932)
- 1929-1935 : Armand Huysmans (1872-1935)
- 1935-1956 : Eugène Flagey (1877-1956)
- 1956-1973 : Charles Janssens (1898-1982)
- 1973-1993 : Albert Demuyter (1925-2011)
- 1993-2000 : Yves de Jonghe d'Ardoye d'Erp (1953- )
- 2001-2016 : Willy Decourty (1945- )
- 2016-2018 : Dominique Dufourny (1961-  )
- 2018-2024 : Christos Doulkeridis (1968-  )
- 2024- Romain De Reusme